# Камарго (муниципалитет Тамаулипаса)
Камарго (исп. Camargo) — муниципалитет в Мексике, штат Тамаулипас с административным центром в городе Сьюдад-Камарго. Численность населения, по данным переписи 2010 года, составила 14 933 человека.

## Общие сведения
Название Camargo заимствовано у одноимённого испанского города в провинции Кантабрия.
Площадь муниципалитета равна 930 км², что составляет 1,16 % от общей площади штата, а наивысшая точка — 108 метров, расположена в поселении Ла-Пальма.
Он граничит с другими муниципалитетами штата Тамаулипас: на востоке с Густаво-Диас-Ордасом, на западе с Мигель-Алеманом, на юге с другим штатом Мексики — Нуэво-Леоном, а на севере проходит государственная граница с Соединёнными Штатами Америки.

## Учреждение и состав
Муниципалитет был образован в 1825 году, в его состав входит 84 населённых пункта, самые крупные из которых:
| Код INEGI | Населённый пункт                                                                             | Численность населения (2005 год) | Численность населения (2010 год) |
| --------- | -------------------------------------------------------------------------------------------- | -------------------------------- | -------------------------------- |
| 007       | Всего                                                                                        | 17587                            | 14933                            |
| 0001      | Сьюдад-Камарго (исп. Ciudad Camargo) 26°18′56″ с. ш. 98°50′00″ з. д.                         | 9205                             | 7984                             |
| 0016      | Комалес (исп. Comales) 26°10′56″ с. ш. 98°55′14″ з. д.                                       | 2518                             | 2429                             |
| 0472      | Нуэво-Камарго (исп. Nuevo Camargo) 26°20′35″ с. ш. 98°49′17″ з. д.                           | 1044                             | 907                              |
| 0049      | Нуэво-Камарго (Вильянуэва) (исп. Nuevo Camargo (Villanueva)) 26°17′30″ с. ш. 98°50′40″ з. д. | 420                              | 420                              |
| 0070      | Ранчериас (исп. Rancherías) 26°20′49″ с. ш. 98°53′56″ з. д.                                  | 505                              | 404                              |
| 0075      | Сан-Франсиско (исп. San Francisco) 26°15′55″ с. ш. 98°42′18″ з. д.                           | 627                              | 384                              |
| 0032      | Гуардадо-де-Абахо (исп. Guardado de Abajo) 26°21′58″ с. ш. 98°56′09″ з. д.                   | 328                              | 326                              |
| 0048      | Лопес-и-Нуэво-Кадильо (исп. López y Nuevo Cadillo) 26°17′00″ с. ш. 98°45′57″ з. д.           | 688                              | 319                              |

## Экономика
По статистическим данным 2000 года, работоспособное население занято по секторам экономики в следующих пропорциях: сельское хозяйство, скотоводство и рыбная ловля — 15 %, промышленность и строительство — 41,1 %, сфера обслуживания и туризма — 42,4 %, прочее — 1,5 %.

## Инфраструктура
По статистическим данным 2010 года, инфраструктура развита следующим образом:
- электрификация: 98,5 %;
- водоснабжение: 98,5 %;
- водоотведение: 90,8 %.

## Памятники и достопримечательности
Памятник битве при Санта-Гертрудис, расположенный к юго-востоку от Камарго. Муниципальный дворец, построенный в 19 веке. Приход Богоматери Санта-Анна, 18 век. Начальная школа Аполонио Фалькон-и-Герреро, построенная в 1859 году. Руины Вильянуэвы.